# Hoofddorp
Hoofddorp (pronunciat ˈɦoːvdɔrp, literalment poble principal) és la vila principal del municipi de Haarlemmermeer, a la província d'Holanda del Nord, als Països Baixos. El 2009 la població era d'uns 73.000 habitants. Aquesta vila fou fundada el 1853, just després que Haarlemmermeer fos drenat.

## Història
Després del drenatge de Haarlemmermeer es van crear dues viles, Kruisdorp i Venneperdorp, al centre del pòlder. El 1868 es van canviar de nom a Hoofddorp i Nieuw-Vennep, respectivament. Hoofddorp va convertir-se en una vila més pròspera que Nieuw-Vennep, a més de passar a ser el centre més important del districte.

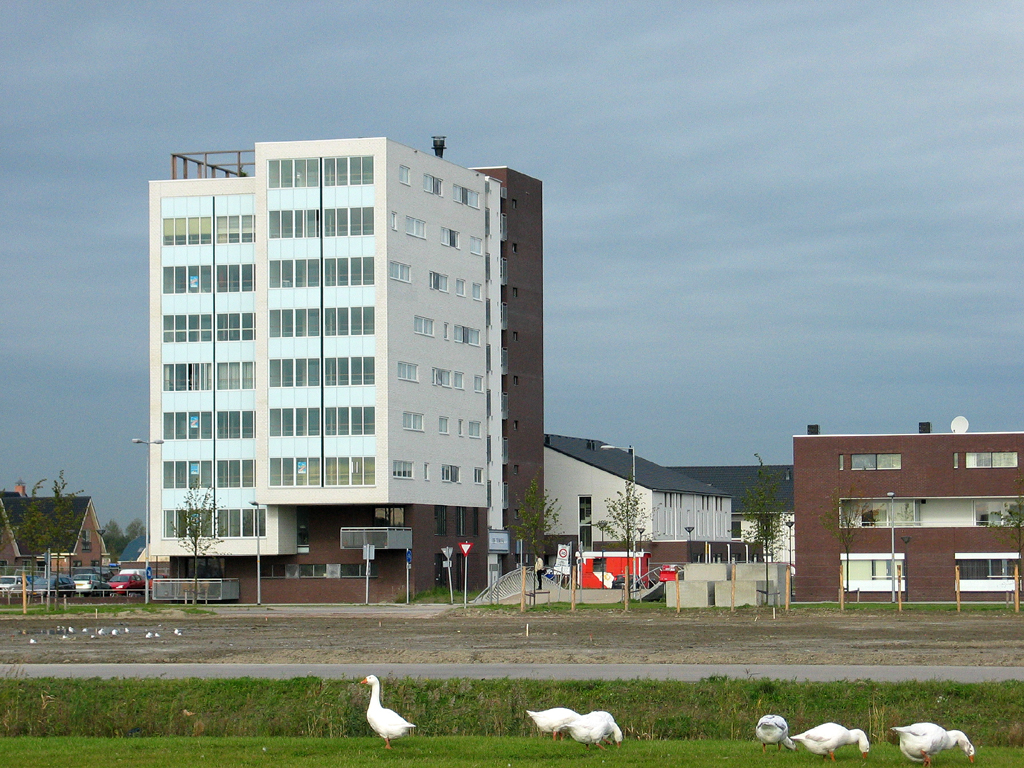
Floriande

El 1856 es va construir el primer molí de vent de Haarlemmermeer al centre de Hoofddorp, essent dissenyat per Dirk David van Dijk. Fou conegut com a "De Eersteling" (El primer). A causa de l'increment de l'edificació al voltant del molí, finalment va caure en desús. El 1977 el molí fou traslladat a una altra emplaçament, prop de la fortalesa de Hoofddorp. Des d'aleshores ha estat regularment en funcionament, i actualment es troba obert al públic.
A finals del segle xix Hoofddorp va ser inclòs a la línia de defensa d'Amsterdam. Així, s'hi va construir una fortalesa, que es va situar al costat del canal principal; s'hi van col·locar dues bateries en el que ara són els afores de la vila; i es van construir diverses casamates a l'est del nucli. Un gran dic conegut com el Geniedijk (dic dels enginyers) connecta la fortalesa de Hoofddorp amb les bateries i les casamates, i en última instància amb les fortaleses de Vijfhuizen, a l'oest, i Aalsmeer, a l'est.
El 30 de novembre de 1992 hi va tenir lloc el desastre ferroviari de Hoofddorp, fet que es va saldar amb 5 morts i 33 ferits.

## Transport
La vila disposa d'una estació de tren. Des d'allí hi ha 2 trens cada hora cap a l'Estació Den Haag Centraal, 4 trens cada hora cap a l'Estació Amsterdam Zuid, i 2 trens cada hora cap a l'Estació d'Amsterdam Centraal. Aquest darrer viatge dura entre 25 i 30 minuts.
El 3 d'agost de 1912 Hoofddorp fou connectat per ferrocarril amb Leiden, Aalsmeer i Haarlem. Aquestes línies, operades per l'empresa Hollandsche Electrische Spoorwegmaatschappij (HESM), van ser clausurades el 31 de desembre de 1935.
El 1981 Hoofddorp va ser connectat per ferrocarril per segona vegada, aquest cop amb Leiden i l'Aeroport de Schiphol, com a part de la xarxa ferroviària neerlandesa. Per allí hi passa la Línia d'Alta Velocitat del Sud, que va obrir el 2007.
Hoofddorp també està connectat per moltes línies d'autobús, que enllacen amb moltes ciutats i viles dels voltants. La majoria de les línies d'autobús estan operades per l'empresa Connexxion. El 2002, Hoofddorp fou connectat amb Haarlem, l'aeroport de Schiphol i Amsterdam Zuidoost mitjanánt la línia d'alta qualitat Zuidtangent. El 2009 s'hi va obrir una segona línia, que anava de l'estació d'Amsterdam Zuid fins a Nieuw Vennep Getsewoud.
L'estació d'autobús de l'hospital Spaarne, a Hoofddorp, és l'estructura més gran del món construïda únicament amb materials sintètics: escuma de poliestirè tallada a fàbrica amb una capa de polièster. Actualment està pintat amb un color taronja/daurat.

## Persones de Hoofddorp
- Fanny Blankers-Koen, 4 vegades medallista d'or als Jocs Olímpics de Londres de 1948.
- C. Joh. Kieviet, escriptor de literatura infantil.
- Tineke Netelenbos, antic ministre de transport i Gestió d'Aigua al segon govern de Wim Kok.
- Swen Huijer, jugador de beisbol professional, jugador dels Boston Red Sox.
- Marly van der Velden, actriu.
- Khalid Bouhlarouz, jugador de la selecció nacional de futbol.
- Fayah Laurens, actriu.